# Blazer (schip)

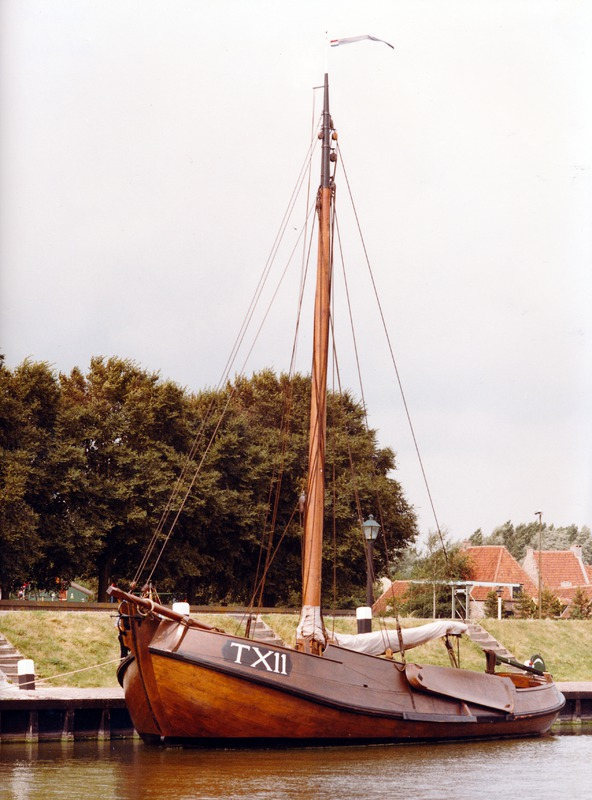
Blazer TX11 (collectie Vrienden van het Zuiderzeemuseum)

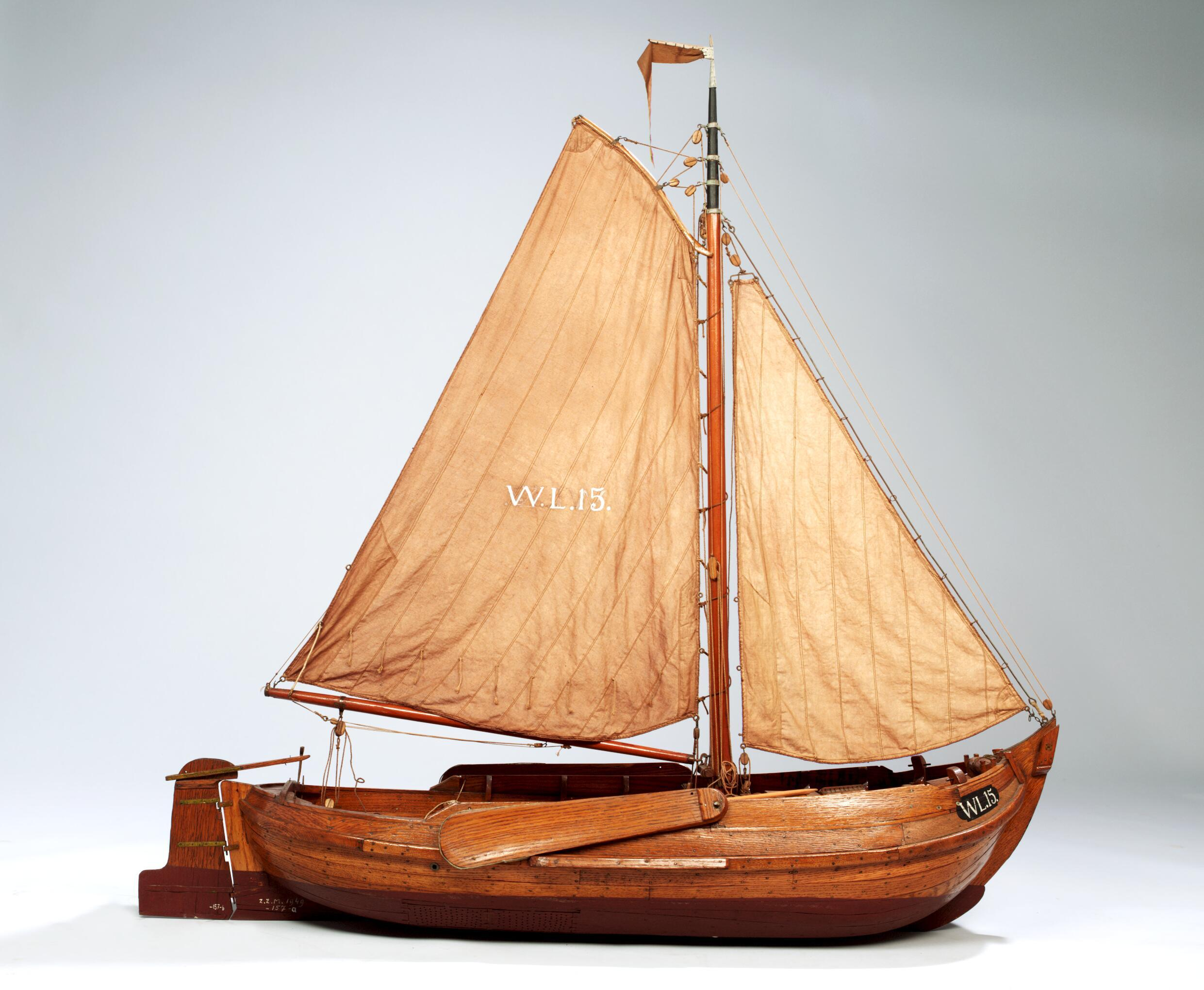
Blazer model WL15 (collectie Zuiderzeemuseum)

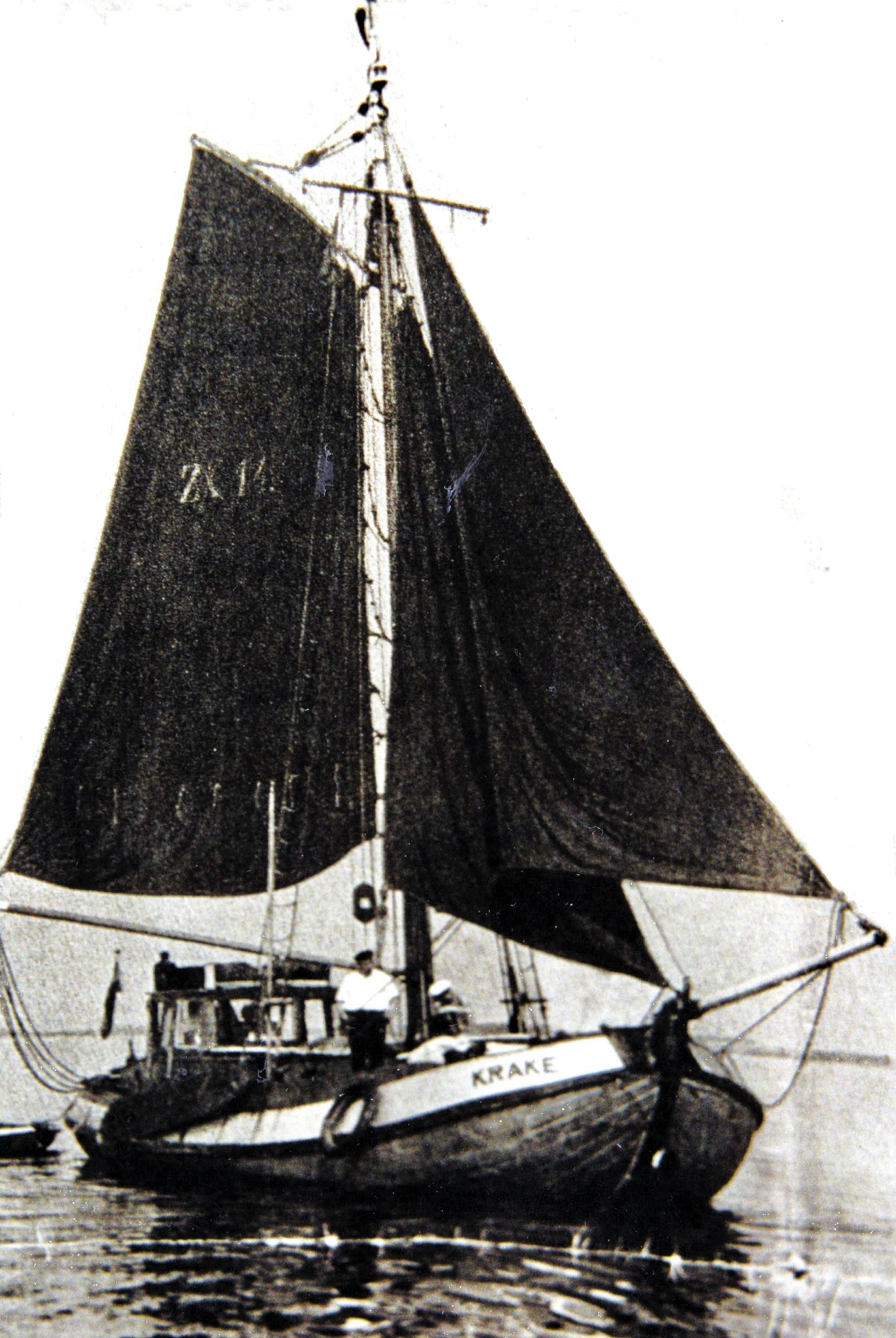
Blazer ZK 14, Krake van Martin Luserke (1880-1968)

De blazer is een zeewaardig zeilschip geschikt voor zwaardere visserswerkzaamheden.

## Kenmerken
Een blazer is forsgebouwd en zwaarder in uitvoering dan een botter. Hij heeft een ondiepe gang. Het scheepstype, dat in de 19e eeuw tot ontwikkeling kwam,  heeft een vol achterschip met een enigszins vallende achtersteven, waardoor de achterkant van het roer bijna verticaal staat. Het achterschip, dat duidelijk hoger is dan dat van een botter, is gepiekt, dat wil zeggen dat de spanten in het achterschip een S-vorm hebben, waardoor een fraaie lijn ontstaat. Naar voren toe verloopt de vorm van de spanten tot een bolle vorm. Ook het voorschip van een blazer is vol. Opvallend is het berghout dat bij een blazer vrij laag zit, waardoor het boeisel van een blazer zeer breed is, wat het scheepstype zeer herkenbaar maakt. Wieringer blazers hadden een lengte van circa 12 meter, die van Texel rond de 14 meter, de blazers van Paesens en Moddergat waren nog langer en vaak uitgerust met twee masten.  
De blazer heeft een dek voor de mast en een stelling achter de mast. Onder het voordek bevindt zich het bemanningsverblijf. Midscheeps bevindt zich de trog, via welke men de vis uit de bun kan scheppen. Het schip werd ingezet voor het vissen op schol, kabeljauw en schelvis en voor bergingswerkzaamheden bij het lichten van lading van aan de kust gestrande schepen.

## Voorkomen
Blazers houden het midden tussen botters en aken. De schepen zijn vooral aangepast aan de visserij op de Noordzee en de Waddenzee. Blazers kwamen voor in het Noordelijk Zuiderzeegebied (vooral varend vanuit Texel, Terschelling en Noord Friesland), op de Zeeuwse- en de Zuid-Hollandse eilanden. Ze werden gebouwd op werven in Makkum, Workum en Hindeloopen.
Er resten slechts enkele exemplaren van dit scheepstype. De blazer TX11 is een exacte replica, nagebouwd op de Kromhoutwerf in Amsterdam. Wat nog rest van het origineel is te vinden in Kaap Skil op Texel.